# 1951 en football canadien
Chronologie
Saison précédente Saison suivante
1951 est la 68e saison depuis la fondation de la Canadian Rugby Football Union en 1884.

## Événements
L'Interprovincial Rugby Football Union (IRFU) accorde aux Argonauts de Toronto le droit de participer aux séries éliminatoires à cause de l'égalité au classement des trois premières équipes.
L'équipe universitaire de McMaster à Hamilton participe à la Ontario Rugby Football Union (ORFU). Les Rockets de Windsor s'appellent maintenant les Royals.

## Classements
| Clt   | Équipe                 | PJ | V | D | N | BP  | BC  | Pts |
| ----- | ---------------------- | -- | - | - | - | --- | --- | --- |
| +001, | Rough Riders d'Ottawa  | 12 | 7 | 5 | 0 | 218 | 197 | 14  |
| +002, | Tiger-Cats de Hamilton | 12 | 7 | 5 | 0 | 229 | 131 | 14  |
| +003, | Argonauts de Toronto   | 12 | 7 | 5 | 0 | 226 | 205 | 14  |
| +004, | Alouettes de Montréal  | 12 | 3 | 9 | 0 | 146 | 286 | 6   |

| Clt   | Équipe                         | PJ | V | D  | N | BP  | BC  | Pts |
| ----- | ------------------------------ | -- | - | -- | - | --- | --- | --- |
| +001, | Roughriders de la Saskatchewan | 14 | 8 | 6  | 0 | 277 | 219 | 16  |
| +002, | Eskimos d'Edmonton             | 14 | 8 | 6  | 0 | 306 | 262 | 16  |
| +003, | Blue Bombers de Winnipeg       | 14 | 8 | 6  | 0 | 303 | 311 | 16  |
| +004, | Stampeders de Calgary          | 14 | 4 | 10 | 0 | 205 | 299 | 8   |

### Ligues provinciales
| Clt   | Équipe                 | PJ | V | D  | N | BP  | BC  | Pts |
| ----- | ---------------------- | -- | - | -- | - | --- | --- | --- |
| +001, | Imperials de Sarnia    | 10 | 9 | 1  | 0 | 268 | 60  | 12  |
| +002, | Balmy Beach de Toronto | 10 | 7 | 3  | 0 | 173 | 124 | 8   |
| +003, | Université McMaster    | 6  | 2 | 4  | 0 | 114 | 114 | 4   |
| +003, | Royals de Windsor      | 10 | 0 | 10 | 0 | 29  | 286 | 4   |

## Séries éliminatoires

### Demi-finale de la WIFU
- 27 octobre : Blue Bombers de Winnipeg 1 - Eskimos d'Edmonton 4

### Finale de la WIFU
- 3 novembre : Roughriders de la Saskatchewan 11 - Eskimos d'Edmonton 15
- 10 novembre : Eskimos d'Edmonton 5 - Roughriders de la Saskatchewan 12
- 12 novembre : Eskimos d'Edmonton 18 - Roughriders de la Saskatchewan 19

La Saskatchewan gagne la série 42 à 38 et passe au match de la coupe Grey.

### Quart de finale de l'Est
- 7 novembre : Tiger-Cats de Hamilton 24 - Argonauts de Toronto 7
- 10 novembre : Argonauts de Toronto 21 - Tiger-Cats de Hamilton 7

Hamilton remporte la série 31 à 28.

### Demi-finales de l'Est
- Balmy Beach de Toronto 23 - Imperials de Sarnia 15
- Imperials de Sarnia 26 - Balmy Beach de Toronto 7

Sarnia gagne la série 41 à 30
- 14 novembre : Tiger-Cats de Hamilton 7 - Rough Riders d'Ottawa 17
- 17 novembre : Rough Riders d'Ottawa 11 - Tiger-Cats de Hamilton 9

Ottawa gagne la série 28 à 16.

### Finale de l'Est
- 18 novembre : Imperials de Sarnia 17 - Rough Riders d'Ottawa 43

Les Rough Riders passent au match de la coupe Grey.

### 39ecoupe Grey
- 25 novembre : Les Rough Riders d'Ottawa gagnent 21-14 contre les Roughriders de la Saskatchewan au Varsity Stadium à Toronto (Ontario).

## Honneurs individuels
- Trophée Jeff-Russel (courage, habileté, jeu propre et esprit sportif dans l'IRFU) : Bruce Cummings (AV), Rough Riders d'Ottawa